# Macrostemum trifasciatum
Macrostemum trifasciatum är en nattsländeart som först beskrevs av Banks 1934.  Macrostemum trifasciatum ingår i släktet Macrostemum och familjen ryssjenattsländor. Inga underarter finns listade i Catalogue of Life.